# Ордеклі
Ордеклі (азерб. Ördəkli) — село в Зангеланському районі Азербайджану.
Село розміщене за 9 км на північний захід від міста Міджнаван, за 6 км на північ від села Цопаадзор (до якого підпорядковується), за 9 км на південний схід від села Діцмайрі та за 12 км на південний захід від міста Ковсакан.
За часів вірменської окупації село називалося Вордуак (вірм. Որդուակ). 
9 листопада 2020 року в ході Другої Карабаської війни було визволене Збройними силами Азербайджану.